# ذي مرار (حبيش)

تعديل مصدري - تعديل

ذي مرار محلة تابعة لقرية المعقاب، التابعة لعزلة وادي المعقاب بمديرية حبيش إحدى مديريات محافظة إب في الجمهورية اليمنية، بلغ تعداد سكانها 218 حسب تعداد اليمن لعام 2004.